# Mario Schierano
Mario Schierano (* 26. Oktober 1915 in Sanremo, Provinz Imperia, Italien; † 28. Oktober 1990) war ein römisch-katholischer Geistlicher und Militärerzbischof von Italien.

## Leben
Mario Schierano empfing am 29. Juni 1938 das Sakrament der Priesterweihe für das Erzbistum Turin.
Am 28. August 1971 ernannte ihn Papst Paul VI. zum Titularerzbischof von Achrida und zum Militärerzbischof von Italien. Der Präfekt der Kongregation für die Bischöfe, Carlo Kardinal Confalonieri, spendete ihm am 9. Oktober desselben Jahres die Bischofsweihe; Mitkonsekratoren waren der Substitut des Staatssekretariats, Kurienerzbischof Giovanni Benelli, und der Päpstliche Almosenier, Kurienerzbischof Antonio Maria Travia.
Papst Johannes Paul II. nahm am 27. Oktober 1981 das von Mario Schierano vorgebrachte Rücktrittsgesuch an.